# Ophélie-Cyrielle Étienne
Ophélie-Cyrielle Etienne (Wissembourg, 9 de setembro de 1990) é uma nadadora francesa.
Nos Jogos Olímpicos de Londres 2012, ganhou a medalha de bronze no revezamento 4x200 m livres.